# Apatura inspersa
Apatura inspersa är en fjärilsart som beskrevs av Schultz 1904. Apatura inspersa ingår i släktet Apatura och familjen praktfjärilar. Inga underarter finns listade i Catalogue of Life.